# Volkspolizei

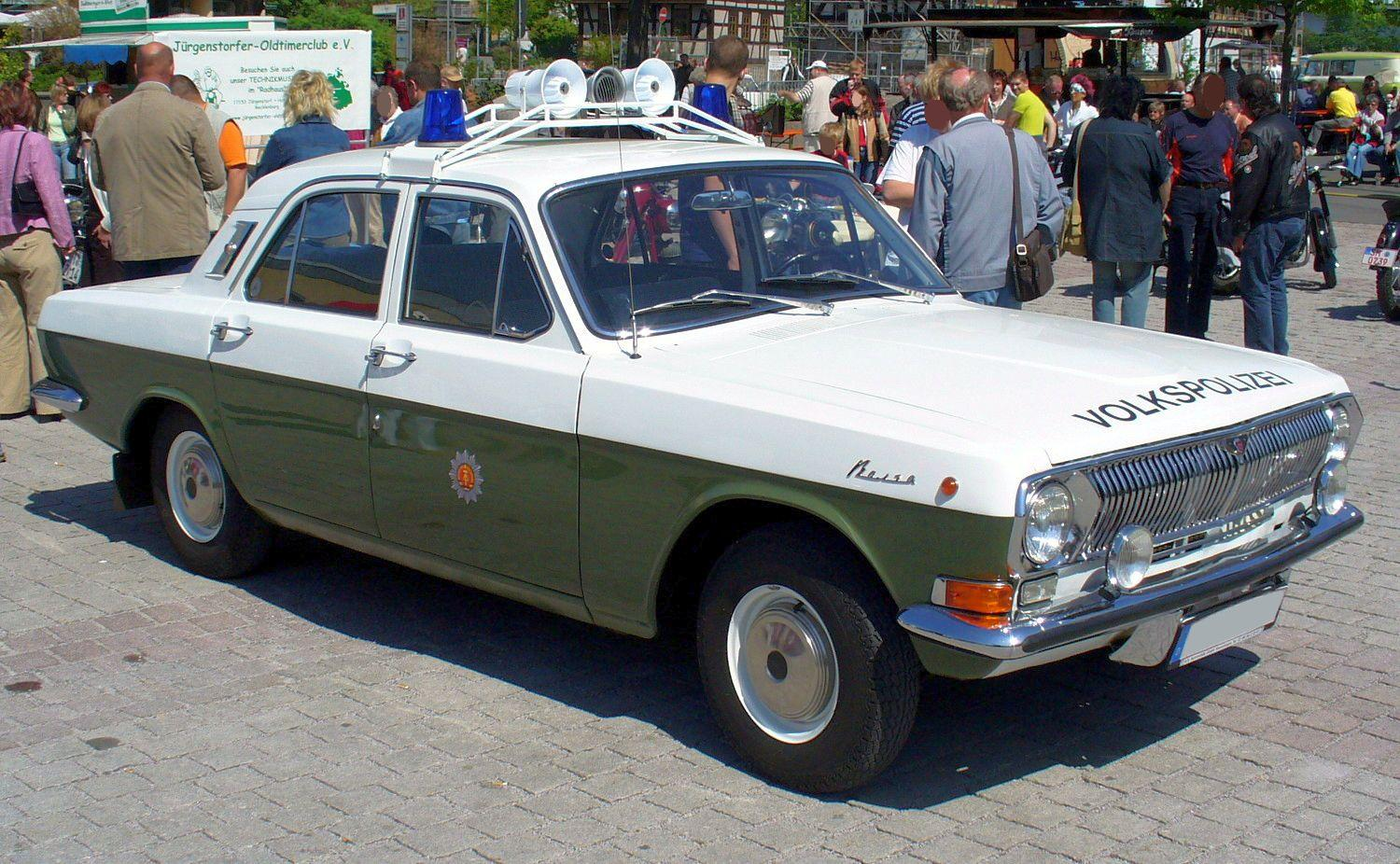
Radiowóz GAZ-24 Wołga

Volkspolizei (pol. Policja Ludowa) – powstała po II wojnie światowej policja w Niemieckiej Republice Demokratycznej. Zlikwidowana wraz ze zjednoczeniem Niemiec w 1990, chociaż część funkcjonariuszy po weryfikacji przeszła do służby w nowo powstałych policjach krajów związkowych.
Podlegała pod wschodnioniemieckie Ministerstwo Spraw Wewnętrznych. Policjanci wschodnioniemieccy pilnowali wraz z Grenztruppen der DDR granicy państwa, w tym Muru Berlińskiego. Wszyscy funkcjonariusze mieli obowiązek zapisania się do Socjalistycznej Partii Jedności (SED), ich zarobki przewyższały średnią krajową. Większość swoich raportów Volkspolizei przekazywała Stasi. Większość jej funkcjonariuszy swoją karierę zaczęła właśnie od Volkspolizei. Tuż po wojnie Volkspolizei była słabo wyposażona i nieprofesjonalna, rekrutowała się głównie z przedwojennych komunistów, z czasem jednak stała się skuteczną organizacją paramilitarną.
Pracę policjantów wschodnioniemieckich przedstawiał emitowany także w Polsce serial Telefon 110.

Flaga policji wodnej
Sztandar Volkspolizei w latach 1949−1990